# サファーン駅
サファーン駅（Suffern）は、ニューヨーク州ロックランド郡サファーンにあるニュージャージー・トランジットとメトロノース鉄道が乗り入れる駅。
ニュージャージー・トランジットのメイン・ラインの終点駅であると共に、メトロノース鉄道のポート・ジャービス線の始発駅でもある。この2つの鉄道は、直通運転を行っている。